# Gangsta Walking

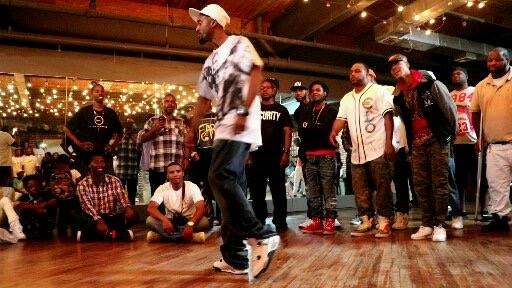
Jaquency vs Wolf do legendário grupo G-Style "GangstaWalkin" em uma 'batalha' de dança.

Gangsta Walking (também referido como Buckin, Jookin ou Choppin) é uma dança de rua que teve origem em Memphis, Tennessee durante meados da década de 1980. A Gangsta Walking foi inventada pelo dançarino "Capital D".